# 速効型インスリン
速効型インスリン（そっこうがたインスリン）またはレギュラーインスリン（Regular insulin；R）は、短時間作用型インスリンの一種である。1型糖尿病、2型糖尿病、妊娠糖尿病、糖尿病性ケトアシドーシスや高浸透圧高血糖症候群等の糖尿病合併症の治療に使用される。また、グルコースと共に、高カリウム血症の治療にも使用される。通常、皮下注射で投与されるが、静脈や筋肉に注射して使用される事もある。効果の発現は通常30分後で、通常8時間持続する。詳細はインスリン製剤を参照。

## 参考資料
1. ↑  “insulin regular human (OTC) – Humulin R, Novolin R”. 2014年12月16日時点のオリジナルよりアーカイブ。2014年12月1日閲覧。
2. 1 2 3 4 5   British national formulary: BNF 69 (69 ed.). British Medical Association. (2015). pp. 464–472. ISBN 9780857111562
3. 1 2  “Insulin Human”. drugs.com. 2016年10月22日時点のオリジナルよりアーカイブ。2017年1月1日閲覧。
4. ↑  Mahoney, BA; Smith, WA; Lo, DS; Tsoi, K; Tonelli, M; Clase, CM (18 April 2005). “Emergency interventions for hyperkalaemia.”. The Cochrane Database of Systematic Reviews (2):  CD003235. doi:10.1002/14651858.CD003235.pub2. PMC 6457842. PMID 15846652.